# Francisella tularensis
Il Francisella tularensis (o Pasteurella tularensis) è il microrganismo conosciuto più infettante. Si tratta di un batterio appartenente alla famiglia Francisellaceae che causa la tularemia, un'antropozoonosi.
È un coccobacillo gram -, aerobio stretto, immobile, asporigeno, capsulato, ossidasi e catalasi positivo, parassita intracellulare facoltativo di lagomorfi (come conigli e lepri) e di alcuni roditori (scoiattoli), che possono contagiare l'uomo attraverso vettori, come gatti, zecche, insetti e altri parassiti, e veicoli come acqua, carni contaminate o inalazioni di aerosol.

## Storia
Venne isolata nel 1912 da George Walter McCoy da scoiattoli morti da una malattia al tempo sconosciuta simile alla peste nella Contea di Tulare in California da cui prende il nome.

## Morfologia
Piccolissimo bacillo 0,2×0,7ɥ in coltura diventa più grande, gram- è dotato di notevole pleiomorfismo nelle colture vecchie, mentre in quelle fresche e nei tessuti ha un aspetto più uniforme.
Nei tessuti patologici i batteri sono rivestiti da una sottile capsula.

## Coltivazione
Un'importante caratteristica metabolica del batterio e l'esigenza nel mezzo culturale di cisteina o di composti solfidrilici in notevole quantità, per tale motivo i terreni più adatti sono all'agar di sangue glucosato e addizionato di cisteina e il terreno di Dorset all'agar con tuorlo d'uovo coagulato.
Sui terreni solidi si formano in 2-5 giorni piccole colonie viscose, se il batterio è in fase s, o rugose se è in fase r.
Sull'agar di sangue le piccole colonie sono circondate da un sottile alone verde di emolisi.
Per la sua coltivazione è indispensabile prendere le misure necessarie legate al rischio del laboratorista.

## Epidemiologia
Nella Francisella tularensis si distinguono ceppi di 2 tipi quello A e il B; il primo è tipico del Nord America e risulta spesso letale per il topo e l'uomo mentre il B provoca solo una lieve malattia ed è stato isolato nei roditori in Europa, Asia e Nord America.
La malattia si contrae per l'ingestione di acque o cibi infetti.
Altri vettori son insetti come zecche, tabanidi o pulci o raramente per via inalatoria.

## Patogenesi
La malattia assume manifestazioni a seconda della localizzazione e della modalità di trasmissione. 
Se l'infezione è trasmessa per via gastroenterica si ha una malattia simile all'infezione tifoidea.
Se l'ingresso dell'infezione è la cute o le mucose si hanno lesioni similari a quelle della necrosi centrale circondate da un alone infiammatorio e accompagnate da una linfoadenite regionale, segue batteriemia transitoria con formazione di granulomi.
Come per la peste possiamo avere una polmonite tularemia secondaria ad invasione ematica o primitiva qualora la malattia sia contratta per via inalatoria.
Se la porta d'ingresso è la congiuntiva si ha una grave congiuntivite con adenite regionale.

## Diagnosi
La francisella può essere isolata nelle congiuntive delle linfoghiandole e dall'escreato dei polmoni coltivandola nell'apposito terreno.
Molto utile è la prova biologica nella cavia.
La diagnostica più frequente è l'agglutinazione con doppia campionatura.

## Trattamento
Il farmaco di prima scelta è la streptomicina, altri farmaci utili sono gli amminoglucosidi come la gentamicina o le tetracicline ma quest'ultime possono dare ricadute.

## Vaccino
I vaccini uccisi non hanno dato i risultati sperati quindi si utilizzano batteri attenuati che possono dare qualche effetto collaterale; sono usati solo da ricercatori che per ragioni di ricerca sono a rischio.

## Altre specie del genere
- Francisella novicida patogena nei ratti
- Francisella philomiragia
- Francisella holarctica
- Francisella medioasiatica